# 哈尔滨工业大学博物馆
哈尔滨工业大学博物馆（英語：Harbin Institute of Technology Museum）是一座位于黑龙江省哈尔滨市的博物馆。

## 历史
2010年5月18日国际博物馆日建成开馆，位于黑龙江省哈尔滨市南岗区公司街59号，毗邻俄罗斯驻哈尔滨总领事馆。前身是俄国驻哈尔滨总领事馆，1906年竣工，由俄国建筑师设计，属于新艺术运动风格。博物馆展示面积2,000平方公尺，展示文物4,000余件。是黑龙江省爱国主义教育基地。
2018年11月24日入选第三批中国20世纪建筑遗产名录。

## 建築
博物館位於哈工大土木楼，建於1906年是哈工大1920年建校时校址。1953年，土木楼前楼建成。

## 营业时间
- 周二至周六：上午九点至下午四点
- 周四下午、周日、周一闭馆

## 交通
- 哈尔滨地铁1号线铁路局站